# Eugenum
Eugenum vagy régészeti helyszínként Gurëzeza az ókori Illíria déli, Epirusszal határos vidékének egyik illírek lakta erődített, városias települése volt a mai Albánia területén. A szórványos régészeti feltárások tükrében a csak latin nevéről ismert város fennállását az i. e. 4. és 1. századok közötti időszakra teszik. A feltételezések szerint Monuniosz illír király egyik székhelyéül szolgáló település a római hódítást követően, az i. e. 1. század végére néptelenedett el.

## Története
Az i. e. 4. században alapított település az illírek közé tartozó atintánok és büllionok szállásterületeinek határvidékén feküdt. Alapításakor még a büllionok települése lehetett, valószínűleg a koinonjuk legfőbb városa, Büllisz védelmét biztosító körkörös erődrendszer része volt. Idővel azonban a település az atintánok kezére kerülhetett, ezzel magyarázható, hogy az i. e. 2. században Bülliszben veretett bronzpénz egyáltalán nem került elő az eugenumi ásatások során. Nagy mennyiségben bukkantak viszont az i. e. 290 és 270 között uralkodó Monuniosz király által veretett pénzérmékre, amiből a régészek azt a következtetést vonják le, hogy uralkodása alatt Eugenum az Illír Királyság egyik székhelye lehetett. Felmerült annak a lehetősége is, hogy Eugenum az egyébként mindmáig ismeretlen szállásterületű balaiták fő települése lehetett.
Az i. e. 4. század második felére datált rétegek arról tanúskodnak, hogy a város kereskedelmi kapcsolatban állt a közeli Apollóniával, és lakói szinte kizárólagosan a part menti városból szerezték be agyagedényeiket. Az i. e. 2. századra már maga Eugunum is regionális szerepkörű fazekasközponttá fejlődött. Az első római–makedón háborút lezáró i. e. 205. évi phoinikéi béke értelmében a város római fennhatóság alá került. Az elkövetkező évtizedekben Eugenum lakói a Róma-ellenes politikát folytató Genthiosz illír király pártjára állhattak, az i. e. 168-ban az Illír Királyság leigázásával zárult harmadik római–illír háborút követően ugyanis – Titus Livius tanúsága szerint – a győztes római sereg bosszúhadjárata során feldúlta a várost. Ezt követően Eugenum korábbi jelentőségét már nem tudta visszanyerni, és több más dél-illíriai várossal együtt az i. e. 1. század végére elnéptelenedett.

## Régészeti leírása
A romváros a Vjosa (korabeli nevén Aóosz) folyó alsó völgyében, a neolitikum óta lakott mai Cakran település közelében, a Gurëzeza (’fekete szikla’) nevű magaslaton található. Camillo Praschniker osztrák régész már az 1910-es években topográfiai felmérést végzett a területen, majd az 1980-as években főként Neritan Ceka végzett ásatásokat, de az egykori település nagy része még feltárás előtt áll. Az i. e. 4–3. század fordulóján épült 2100 méter hosszú városfal kb. 20 hektáros területet fog közre. Falazási technikája elsősorban az epiróta mintát követte (pl. Kasszópé, Phoiniké), a kváderekből felrótt védőfal vonalát fűrészfogszerűen alakították ki (moenia aeacia). Később apollóniai mintára téglával magasították meg a városfalat. A település szerkezetét a hippodamoszi elvek alapján a négyzetrácsos hálózat jellemzi, lekövezett utcáit oldalt csatornák szegélyezték. Mindezeken túlmenően csupán egy Zeusz-szentély maradványai ismertek az egykori Eugenum területéről.